# Schizophyllum cornigerum
Schizophyllum cornigerum är en mångfotingart som beskrevs av Karl Wilhelm Verhoeff 1921. Schizophyllum cornigerum ingår i släktet Schizophyllum och familjen kejsardubbelfotingar. Inga underarter finns listade i Catalogue of Life.